# Ermita de la Virgen del Pilar (Catí)
La ermita de la Virgen del Pilar de Catí (Provincia de Castellón, España) se sitúa en la llanura "Vall de Catí", ubicada en el centro de una pradera que une la población con el empalme de Benasal. Fue construida en el siglo XVII y fue edificada en el mismo sitio donde desde tiempo inmemorial, se repartía el pan y se bendecían los campos cada tres de marzo, fiesta de la Santa Cruz. 
El 6 de enero de 1625, fiesta de los Santos Reyes, se reunieron los dueños de las doce masías del contorno, y acordaron edificar esta ermita para poner bajo la protección de Ntra. Sra. del Pilar sus vidas y haciendas. 
La iglesia mide 13 metros de largo, 6'60 de ancho y 5 de altura. La techumbre de la iglesia, a dos aguas, está sustentada por dos arcadas pétreas y la fachada por remate una espadaña, pero sin campana. En el altar mayor está la tradicional imagen de la Virgen del Pilar, que recibe especiales cultos el día 12 de octubre coincidentes con la fiesta litúrgica.
Adosada a la iglesia está la casa del ermitaño, que continúa hoy siendo habitada.
A continuación de la casa hay una gran sala, que sirvió de escuela rural. Todo el complejo mide 22'20 de largo por 10'30 de ancho. 